# 고려저수지
고려저수지는 인천광역시 강화군 내가면 고천리에 있는 저수지이다. 1950년에 착공하여 1957년에 준공되었다. 시설관리자는 한국농어촌공사이다.
고려저수지는 강화도에서 두 번째로 큰 저수지이다. 한때 호수의 오염이 심각하였으나, 강화군에서 특별관리하여 현재는 깨끗한 저수지로 옛 명성을 되찾았다. 특시 저수지의 밤낚시 등불은 강화팔경의 하나로 불릴 정도로 색다른 정취를 느낄 수 있다.

## 저수지 규모
- 유역면적 : 1,500ha
- 저수량 : 3,320천m3
- 관개면적 : 1,007.9ha

## 시설 제원
- 제방 : 흙댐 (필댐), 길이  463m, 높이 9.1m
- 물넘이 : 측수로식, 길이 80m, 높이 1m